# 偽銘
偽銘（ぎめい）とは、本来の作者とは異なる人物の名が入れられた銘のことである。日本刀、陶器、茶道具等の古美術品に付されることが多い。

## 日本刀
あらゆる古美術品には偽物が混在しており、日本刀も伝来品には偽物が多いことは玄人の間では常識となっているが、日本刀は茶器と違って、伝来の事実ではなく、「正真」であることこそが重要とされる。

## 古刀の偽銘
室町期以降の古刀を含む新刀、新々刀を鎌倉期の刀に見せかけたもの等は地鉄、姿から看破できる。ましてや現代刀工による鎌倉期の写しが国宝に指定されているなどというまことしやかな噂は荒唐無稽である。
大磨上無銘であろうとも、古刀の場合は地鉄の特徴、匂い口が決定的に異なる。
例えば新刀最上作である堀川国広が相州鍛冶の作を写しているが、鎌倉期の地鉄、匂い口と、慶長元和期の綺麗な新刀地鉄とでは時代の差が歴然としている。また鎬地が柾がかり、帽子は新刀の小丸となり、正真作と比べれば一目瞭然である。
古刀間、古刀－新刀間で偽銘が行われやすい刀工、流派を数種挙げておく。
基本的に技術関係が深い（移住、修業、子孫等）一派の間で行われやすい。
美濃物については、鎬地柾がかり、沸出来となるため、新刀からの化かしが多い。
また、新刀、新々刀期を通して、志津写しが人気だったため、大磨上のものにはよくよく注意が必要である。
新刀からの贋作については、鎬地の鍛え目、帽子の焼き具合の２点を注視すれば看破するきっかけになる。
- 一文字一派－（新刀）石堂一派
- 応永、末備前諸工－豊後高田一派（平、藤原）、宇多一派、（新刀）備前横山一派
- 来一派－九州延寿一派、加州藤島一派、（新刀）肥前刀、美濃伝の一部刀工（短刀に限定される）
- 京物古作－越前千代鶴一派、美濃伝の一部刀工（短刀に限定される）
- 大和物－備後三原一派、宇多一派、宝寿一派、波平一派、（新刀）国包、（新刀）南紀重国
- 相州物－下原一派、下野徳次郎一派、（新刀）水田国重、（新刀）出羽大掾国路、（新刀）越中守正俊、（新刀）南紀重国
- 美濃物（特に志津等上作）－（新刀）出羽大掾国路、（新刀）越中守正俊、（新刀）他、三品一派等の志津写しの作

## 新刀、新々刀の偽銘作
新刀以降、地鉄に顕著な全国的差異がないことから、弟子の作を師匠の作等、数多くみられる。虎徹、津田助広、井上真改、源清麿が著名である。そのため銘振りを変えたり、茎の棟を丸棟にしたり肉を持たせたり、隠し鏨を入れたり、化粧鑢を複雑にしたりと、様々な工夫が見られる。当時に行われた偽銘は、茎、銘の研究が進んだ今日においては茎を見るだけでも比較的容易に見破ることができる。

## 現代刀工による新々刀の偽銘作
廃刀令以降、刀工は困窮し、中には偽銘を始めるものもいた。殊に、刀剣界全体が困窮していたため、その細工は精緻を極める。最も著名な偽銘師は細田平次郎直光、通称「鍛冶平」である。鍛冶平は古刀、新刀、新々刀問わず、それらしい刀を選んでは偽銘を施した。後に帝室技芸員となる月山貞一も得意の彫りで一竿子忠綱をはじめ偽銘を行った。
下って現代においては、押形や写真集により、刀工正真銘が多く知られ、現代刀等を無銘にして、正真銘のコピーを茎に貼り付け偽銘を切る。しかしながら、現代における偽名は、茎の錆色が不自然で、また地鉄も異なることから看破出来る。
刀の偽銘、贋作を見極めるには、五箇伝、各時代の姿（手持ちの重さ）、地鉄、焼き刃の特徴（匂い口、帽子）、茎（姿、鑢目、棟仕上げ、目釘孔、銘の位置、銘そのもの）に精通していなければ困難である。そのためには、正真正銘の刀と直接対峙し、自分なりに見極め処を覚えていくことが必要となる。